# Єфименко Іван Федорович
Іван Федорович Єфименко (1914 - 1983) - майор Радянської Армії, учасник Другої світової війни, Герой Радянського Союзу (1943).

## Біографія
Іван Єфименко народився 15 вересня 1914 року в селі Красний Яр (нині - Карталінський район Челябінської області). Здобув середню технічну освіту. З 1933 року проживав на Донбасі, працював на Новгорлівському коксохімічному заводі. У 1936 - 1938 роках проходив службу в Робітничо-селянській Червоній Армії. Демобілізувавшись, працював будівельником у Владивостоці. У червні 1941 року Єфименко повторно був призваний до армії. Того ж року він закінчив курси молодших лейтенантів. З травня 1942 - на фронтах Німецько-радянської війни. Брав участь у боях на Сталінградському, Воронезькому, 1-му та 4-му Українському фронтах. Брав участь у Сталінградській та Курській битвах, звільненні Української РСР. У боях двічі був поранений. До вересня 1943 року старший лейтенант Іван Єфименко командував кулеметною ротою 569-го стрілецького полку 161-ї стрілецької дивізії 40-ї армії Воронезького фронту. Відзначився під час битви за Дніпро.
23 вересня 1943 року Єфименко одним із перших переправився через Дніпро в районі села Зарубинці Канівського району Черкаської області Української РСР та захопив плацдарм на його західному березі, а потім утримав його до підходу основних сил.
Указом Президії Верховної Ради СРСР від 23 жовтня 1943 року за «зразкове виконання бойових завдань командування на фронті боротьби з німецькими загарбниками та виявлені при цьому мужність і героїзм» старший лейтенант Іван Єфименко був удостоєний високого звання Героя Радянського Союзу з врученням Зірка» за номером 2021.
Брав участь у подальшому звільненні Української РСР. З кінця 1944 року навчався на курсах у Московській області. Після закінчення війни Єфименко продовжив службу у Радянській Армії. У 1960 році у званні майора він був звільнений у запас. Жив у місті Ніжин Чернігівської області Української РСР, працював інспектором відділу кадрів заводу «Ніжинсільмаш». Помер 4 травня 1983 року, похований на Троїцькому цвинтарі Ніжина.
Був також нагороджений орденами Вітчизняної війни 1-го ступеня, Червоної Зірки, поряд медалей.